# Ferdinand Escanyé
Pour les articles homonymes, voir Escanyé.
Ferdinand Escanyé, né  le 20 octobre 1795 à Vinça (Pyrénées-Orientales) et mort le 22 décembre 1874 à Perpignan (Pyrénées-Orientales), est un homme politique français,.

## Biographie
Ferdinand, Jean, Joseph, Sébastien Escanyé est le fils de Sébastien Escanyé, ancien élu à l'Assemblée nationale législative en 1791, et de Thérèse Parès. Il est lui-même le père de Frédéric Escanyé, député sous la troisième République,.
Après des études au collège de Perpignan, il commence sa carrière dans l'armée jusqu'à devenir capitaine d'état-major, attaché à la 9e division militaire à Montpellier,.
Il devient député des Pyrénées-Orientales pour l'arrondissement de Prades le 30 novembre 1831 après avoir obtenu 52 voix contre 46 à François Durand. Il est battu aux élections suivantes le 21 juin 1834, par 52 voix contre 62 pour son adversaire Joseph de Lacroix,.

## Mandats
Député des Pyrénées-Orientales
- 30 novembre 1831 - 25 mai 1834[3]